# 藤田俊三
藤田 俊三（ふじた としぞう、1886年〈明治19年〉- 没年不詳）は東京帝国大学出身の技術者。釜石製鉄所の所長や岩手木炭製鉄の社長などを歴任した。津田塾大学学長を務めた藤田たきは異母妹。

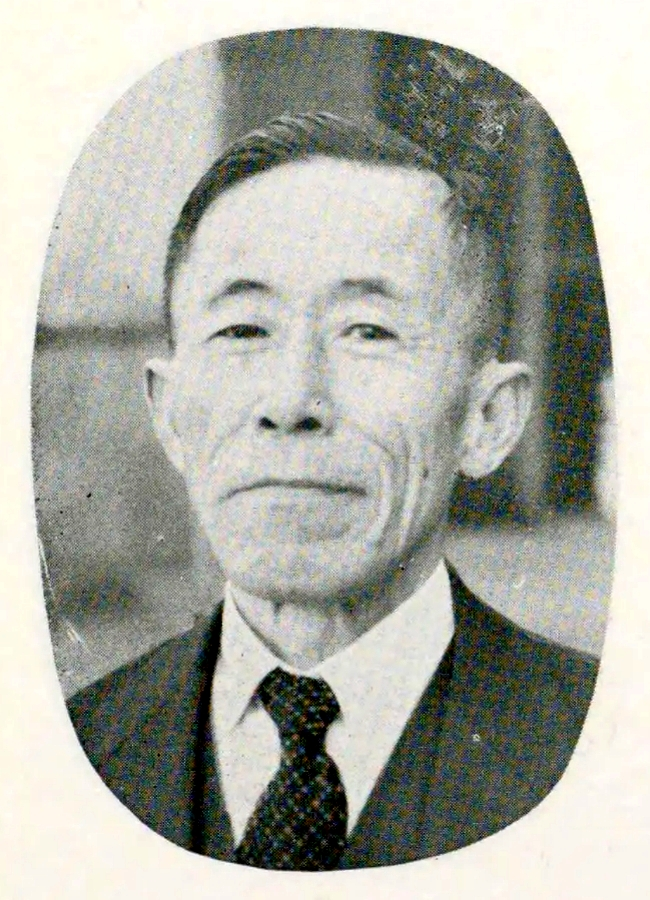
藤田俊三

## 来歴
1886年（明治19年）2月6日、判事補を務める藤田菊江の三男としてその赴任先で生まれる。父・菊江は翌年3月に判検事登用試験に合格し、一家は大阪、四日市、名古屋、那覇など赴任先が変わる度に転居した。俊三は1903年（明治36年）に東京の第一高等学校二部へ入学。同窓生には後に旧経済団体連合会の初代会長を務める石川一郎がいる。1906年7月に卒業すると、他の多くの一高生と同じく東京帝国大学に進学し、1909年（明治42年）に採鉱冶金科を卒業。田中長兵衛が経営する岩手県の釜石製鉄所に就職し、初代所長・横山久太郎のもとで製鋼課長などを務めた。
その後組織が株式会社化され、1917年（大正6年）春に田中鉱山設立。事業拡大のため設備投資などが行われたが、1918年に第一次世界大戦が終結すると鉄の価格が暴落した。長期的な不況の中で会社は財政破綻の危機を迎え、1924年（大正13年）3月にはついに事業が田中から三井へ譲渡。俊三は一時東京の本社へ転勤となったが、新所長に就任した西村小次郎が俊三の製鉄知識を必要と判断したため釜石へ呼び戻された。以後引き続き同製鉄所に勤め、1934年（昭和9年）に会社が合併により日本製鐵となった際には釜石製鉄所の技師長に任命される。1936年（昭和11年）12月、当時の所長・古井保太郎が本社勤務となり、俊三が第6代釜石製鉄所所長の任に就いた。補佐役の事務長職は古井所長の時から引き続き三鬼隆が務めている。その後1940年（昭和15年）の6月、中原津に所長職を託し日鉄鉱業の取締役に就任。1943年に満州特殊鉄鉱の技術部長兼専務取締役として満州新京へ渡り、推されて社長となる。終戦後は公職追放。1949年（昭和24年）に中田義算が岩手木炭製鉄を設立し、その僅か2年後に急逝した際には、当時日本製鉄社長を務めていた三鬼の推薦を受けて俊三が社長に就任。三鬼は推薦した以上は責任を持つという姿勢で、岩手木炭製鉄に対し資金面も含め様々な支援を続けた。俊三は1965年（昭和40年）より同社会長を、1969年より相談役を務めている。

## 人物
服装には無頓着で頭脳は明晰。歳も近く、釜石で長年共に働いた村井信平はそう評している。記憶力が素晴らしく、全て頭の中で覚えているためメモを取ることが無かった。また暗算も非常に得意で、算盤を使うよりも早く正確な答えを出せたという。頭の回転が速すぎるせいか、ややせっかちな一面があり、部下に仕事を指示する時など2,3の事柄を一度に申し付けるのが常であった。

## 家族
- 妻のミツ（光子、1890年1月生）は三輪田高等女学校の出身。釜石製鉄所の第2代所長を務めた中大路氏道の妹。
- 長男の俊正（1911年1月生）は日本大学を卒業し日立鉱山に入社[3]し、その後富岡光学器械製作所に転じた[19][20]。妻の眞子（1912年11月生）は大蔵次官を務めた小野義一の長女[21]。
- 二男の俊安（1912年12月生）は子が無かった伯父・中大路氏道の養嫡子となる。1937年東京帝大法学部を卒業し陸運局に入り、後に首都高速道路公団理事。妻は釜石製鉄所の第3代所長・横山虎雄二女の敏子。
- 三男の俊直（1915年8月生）は広島高等学校から京都帝大法学部[22]政治科を卒業後、理研工業に勤務[19][注釈 5]。
- 二女の治（1919年1月生）は東大文学部を卒業し日本鋼管鶴見製鉄所に勤めた小幡治夫[注釈 6]へ嫁いだ[24]。
- 三女の幸子（1923年生）は女子経済専門学校を卒業[25]。

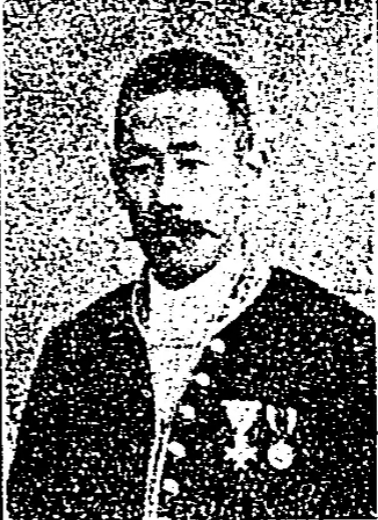
藤田菊江

- 父の菊江（1854年生）は1874年（明治7年）に家督を相続[注釈 7]。教職を経て1887年の判検事登用試験に合格し判事となる。那覇及び富山地方裁判所の所長、旅順地方法院院長などを務め、1913年（大正2年）に退官。大阪で弁護士事務所を開いた。従四位、勲四等[28]。妻・かめき（1866年-1924年）はクリスチャンであり、娘・たきに幼児洗礼を受けさせている[29]。
- 兄の俊一郎（長男、1879年3月生）は東京帝大法科を出て帝国製麻の庶務課長を務め、後に弁護士として活動した[注釈 8]。
- 弟の俊克（八男、1895年6月生）は東京帝大法科を卒業。弁護士として開業する傍ら、日本動産火災の取締役や第一工業製薬の監査役などを歴任した[31][32]。
- 妹のたき（二女、1898年12月生）は奨学金を受けてブリンマー大学に留学。卒業後は日本で女性の権利運動に尽力し、後に母校である津田塾大学の学長を務めた。藍綬褒章及び勲二等瑞宝章受章[29][33]。